# Tantilla johnsoni
Tantilla johnsoni är en ormart som beskrevs av Wilson, Vaughn och Dixon 1999. Tantilla johnsoni ingår i släktet Tantilla och familjen snokar. Inga underarter finns listade i Catalogue of Life.
Denna orm förekommer i sydöstra Chiapas i Mexiko nära gränsen till Guatemala. Arten är endast känd från två individer som hittades 1968. Fyndplatsen ligger vid 450 meter över havet. Individerna upptäcktes i en tropisk fuktig skog. Honor lägger antagligen ägg.
Det är inget känt om populationens storlek och möjliga hot. IUCN kategoriserar arten globalt som otillräckligt studerad.